# Scream Tracker
Scream Tracker es un tracker (secuenciador multipista y sampler). Fue creado por Psi (Sami Tammilehto) del grupo demo finlandés Future Crew (FC) Fue programado en C y en Lenguaje ensamblador. La primera versión popular de Scream Tracker fue la 2.2, publicada en 1990. Versiones anteriores a la 3.0 usaban el formato y extensión de archivo STM (Scream Tracker Module), luego este cambio al formato S3M (ScreamTracker 3 Module). La última versión de Scream Tracker fue la 3.21 publicada en 1994. Fue el precursor de la escena tracker y su interfaz inspiró a muchos tracker posteriores incluidos el famoso Impulse Tracker
Scream Tracker 3.0 y versiones posteriores soportaban el uso de hasta 100 samples de 8 bits, 32 canales (16 PCM y 16 adlib/FM), 100 patrones y 256 posiciones de orden para los mismos.